# Jettingen (Baden-Württemberg)
Jettingen település Németországban, azon belül Baden-Württembergben. Lakosainak száma 8199 fő (2023. december 31.).

## Népesség
A település népessége az elmúlt években az alábbi módon változott:
| Lakosok száma | 4440 | 7903 | 7915 | 8001 | 8207 | 8199 |
|               | 1975 | 2017 | 2019 | 2021 | 2022 | 2023 |